# Anastassija Andrejewna Komardina
Anastassija Andrejewna Komardina (russisch Анастасия Андреевна Комардина; * 8. Juli 1997 in Moskau) ist eine russische Tennisspielerin.

## Karriere
Komardina begann im Alter von sieben Jahren mit dem Tennisspielen, sie bevorzugt dabei laut ITF-Profil Hartplätze.
Sie spielt überwiegend Turniere auf der ITF Women’s World Tennis Tour, bei denen sie bislang zwölf Einzel- und 22 Doppeltitel gewonnen hat.

## Turniersiege

### Einzel
| Nr. | Datum              | Turnier  | Kategorie   | Belag     | Finalgegnerin        | Ergebnis       |
| --- | ------------------ | -------- | ----------- | --------- | -------------------- | -------------- |
| 1.  | 11. August 2013    | Arad     | ITF $10.000 | Sand      | Lina Gjorcheska      | 6:3, 6:2       |
| 2.  | 16. Mai 2015       | Bol      | ITF $10.000 | Sand      | Lina Gjorcheska      | 6:3, 6:3       |
| 3.  | 23. Mai 2015       | Bol      | ITF $10.000 | Sand      | Lina Gjorcheska      | 6:3, 1:6, 6:3  |
| 4.  | 21. Juni 2015      | Fergana  | ITF $25.000 | Hartplatz | Sabina Sharipova     | 6:2, 1:6, 6:4  |
| 5.  | 25. Juni 2016      | Moskau   | ITF $25.000 | Sand      | Galina Woskobojewa   | 7:63, 4:6, 6:3 |
| 6.  | 20. August 2016    | Moskau   | ITF $10.000 | Sand      | Wiktorija Kamenskaja | 6:4, 6:2       |
| 7.  | 17. September 2016 | Butscha  | ITF $25.000 | Sand      | Deniz Khazaniuk      | 6:4, 6:3       |
| 8.  | 18. August 2018    | Moskau   | ITF $15.000 | Sand      | Wlada Kowal          | 6:4, 6:1       |
| 9.  | 13. Januar 2019    | Monastir | ITF W15     | Hartplatz | Angelica Moratelli   | 6:4, 6:1       |
| 10. | 20. Januar 2019    | Monastir | ITF W15     | Hartplatz | Fiona Ganz           | 6:1, 6:0       |
| 11. | 14. April 2019     | Calvi    | ITF W25     | Hartplatz | Audrey Albié         | 6:3, 6:2       |
| 12. | 12. Januar 2020    | Hongkong | ITF W25     | Hartplatz | Xun Fangying         | 3:6, 6:4, 6:2  |

### Doppel
| Nr. | Datum              | Turnier             | Kategorie    | Belag             | Partnerin                  | Finalgegnerinnen                               | Ergebnis           |
| --- | ------------------ | ------------------- | ------------ | ----------------- | -------------------------- | ---------------------------------------------- | ------------------ |
| 1.  | 28. Juni 2014      | Amarante            | ITF $10.000  | Hartplatz         | Valeriya Strakhova         | Barbara Haas Natalia Siedliska                 | 3:6, 7:5, [10:6]   |
| 2.  | 28. März 2015      | Iraklio             | ITF $10.000  | Hartplatz         | Valentini Grammatikopoulou | Viktória Kužmová Petra Rohanová                | 7:5, 6:2           |
| 3.  | 4. April 2015      | Iraklio             | ITF $10.000  | Hartplatz         | Valentini Grammatikopoulou | Barbara Bonić Tamara Čurović                   | 6:2, 6:3           |
| 4.  | 11. April 2015     | Iraklio             | ITF $10.000  | Hartplatz         | Valentini Grammatikopoulou | Tamara Čurović Despina Papamichail             | 6:2, 6:2           |
| 5.  | 16. Mai 2015       | Bol                 | ITF $10.000  | Sand              | Zuzana Luknárová           | Pia Čuk Tamara Zidanšek                        | 6:2, 0:6, [10:7]   |
| 6.  | 13. Juni 2015      | Namangan            | ITF $25.000  | Hartplatz         | Julia Terziyska            | Weronika Kudermetowa Xenija Lykina             | 7:62, 7:5          |
| 7.  | 28. August 2015    | Mamaia              | ITF $25.000  | Sand              | Sopia Schapatawa           | Xenia Knoll Amra Sadikovic                     | 6:3, 5:7, [10:8]   |
| 8.  | 2. Oktober 2015    | Clermont-Ferrand    | ITF $25.000  | Hartplatz (Halle) | Nina Stojanović            | Elyne Boeykens Eva Wacanno                     | 6:2, 6:1           |
| 9.  | 27. Februar 2016   | Moskau              | ITF $25.000  | Hartplatz (Halle) | Nina Stojanović            | Polina Monowa Jana Sisikowa                    | 6:75, 6:1, [12:10] |
| 10. | 19. März 2016      | Scharm asch-Schaich | ITF $10.000  | Hartplatz         | Jana Sisikowa              | Veronika Kapshay Karin Kennel                  | 3:6, 6:3, [10:6]   |
| 11. | 26. August 2016    | Charkiw             | ITF $25.000  | Sand              | Walentina Iwachnenko       | Başak Eraydın Ilona Kremen                     | 6:1, 6:3           |
| 12. | 2. September 2016  | Almaty              | ITF $25.000  | Sand              | Walentina Iwachnenko       | Polina Monowa Walerija Sawinych                | 7:5, 6:4           |
| 13. | 16. September 2016 | Butscha             | ITF $25.000  | Sand              | Walentina Iwachnenko       | Mihaela Buzărnescu Alexandra Perper            | 6:3, 6:1           |
| 14. | 8. Juli 2017       | Rom                 | ITF $60.000  | Sand              | Nadia Podoroska            | Quirine Lemoine Eva Wacanno                    | 7:63, 6:3          |
| 15. | 16. Juli 2017      | Contrexéville       | ITF $100.000 | Sand              | Eliza Kostowa              | Manon Arcangioli Sara Cakarevic                | 6:3, 6:4           |
| 16. | 2. September 2017  | Mamaia              | ITF $25.000  | Sand              | Elena-Gabriela Ruse        | Dea Herdželaš Oana Georgeta Simion             | 3:6, 6:1, [10:6]   |
| 17. | 8. September 2017  | Sofia               | ITF $25.000  | Sand              | Jaqueline Cristian         | Valentini Grammatikopoulou Elena-Gabriela Ruse | 6:3, 6:0           |
| 18. | 11. November 2017  | Waco                | ITF $80.000  | Hartplatz         | Sofia Kenin                | Jessica Pegula Taylor Townsend                 | 7:5, 5:7, [11:9]   |
| 19. | 5. Mai 2018        | Chimki              | ITF $100.000 | Hartplatz (Halle) | Olga Doroschina            | Weronika Pepeljajewa Anastassija Tichonowa     | 6:1, 6:2           |
| 20. | Mai 2019           | Essen               | ITF W25      | Sand              | Lina Gjorcheska            | Alena Fomina Anastasia Zarycká                 | 6:3, 6:3           |
| 21. | Juni 2019          | Minsk               | ITF W25      | Sand              | Lina Gjorcheska            | Ilona Kramen Iryna Schymanowitsch              | 6:74, 6:4, [10:8]  |
| 22. | Juli 2019          | Getxo               | ITF W25      | Sand (Halle)      | Lina Gjorcheska            | Vanda Lukács Nina Stadler                      | 6:3, 7:64          |